# Мерёжка
Мерёжка — река в Бабаевском районе Вологодской области России, приток Чагодощи.
Берёт начало в болотистой местности на юге Володинского сельского поселения, течёт на юго-восток и впадает в Чагодощу в 57 км от её устья по левому берегу, рядом с посёлком Щепье Дубровского сельского поселения. Длина реки составляет 33 км.

## Данные водного реестра
По данным государственного водного реестра России относится к Верхневолжскому бассейновому округу, водохозяйственный участок реки — Молога от истока до устья, речной подбассейн реки — реки бассейна Рыбинского водохранилища. Речной бассейн реки — (Верхняя) Волга до Куйбышевского водохранилища (без бассейна Оки).
Код объекта в государственном водном реестре — 08010200112110000007198.